# 竹村淳
竹村 淳（たけむら じゅん、1937年3月1日 - ）は、音楽ジャーナリスト。

## 人物
1937年3月1日に、神戸市に生まれる。6歳のときより、京都に移住するが、7歳のとき、父が中国で戦死する。1961年3月に早稲田大学第一文学部文学科演劇専修を卒業する。広告代理店に就職し、コピーライトを担当するが、1973年に独立し、フリーランスのコピーライターになる。
1976年より、ラテン音楽関係のジャーナリストとして活動を開始する。「スイングジャーナル」や「アドリブ」のジャズ専門誌で、フュージョン音楽の普及に努める。なお、本人は、評論家とされることを嫌う。ラテン音楽、フォルクローレ、タンゴ、ボサノヴァのジャンルの曲およびアーティストについてかなり精通し、全国のファンから尊敬されることとなる。
1991年からNHK-FM放送で、番組「ポップスステーション」を担当し、ラテン音楽、タンゴ、フォルクローレ・ボサノバなどの曲のレコードおよびライブ録音を取り上げる2時間番組を週一日実現する。分かりやすい曲やアーティストの説明が、人気を集める。1996年4月からの後継番組「ポップスグラフィティ」でも、担当を引き継ぐ。2002年4月2日から2005年3月22日まで、NHK-FMの「ミュージックプラザ」の火曜日を担当する。
2005年4月から2007年3月まで、立教大学ラテンアメリカ研究所の講師を勤め、ラテンアメリカ論の講義を担当する。

## 出演番組
- ポップスアベニュー（NHK-FM）
- ポップスステーション（NHK-FM）
- ポップスグラフィティ（NHK-FM）
- ミュージックプラザ（NHK-FM）

## 著書

### 単著
- 『ラテン音楽名曲名演名唱ベスト100』（講談社、1999年）ISBN 978-4062690874
- 『ラテン音楽名曲名演ベスト111』（アルテスパブリッシング、2011年）ISBN 978-4903951430
- 『国境を越えて愛されたうた 「上を向いて歩こう」から「アメージング・グレース」まで』（彩流社、2014年）ISBN 978-4779120466
- 『反戦歌 戦争に立ち向かった歌たち』（アルファベータブックス、2018年）ISBN 978-4865980523

### 共編著
- 『ラテン音楽パラダイス』（河村要助と共著、講談社、2003年）ISBN 978-4062567411